# Turó d'en Montells
El Turó d'en Montells és una muntanya de 125 metres que es troba al municipi de Blanes, a la comarca de la Selva.